# Leisure Suit Larry: Box Office Bust
Leisure Suit Larry: Box Office Bust est un jeu vidéo développé par Team 17 et édité par Funsta pour Microsoft Windows, Xbox 360 et PlayStation 3. Annoncé le 17 janvier 2008 dans un communiqué de presse et sorti en 2009, c'est le huitième opus de la série Leisure Suit Larry et le deuxième avec comme personnage principal Larry Lovage, le neveu de Larry Laffer. 
Il est sorti sur les consoles de la septième génération. Le développement d'une version Wii annoncé deux mois après sa sortie, a été annulé en raison de commentaires négatifs.

## Accueil
- Jeuxvideo.com : 7/20[1]